# Новогодишно пътешествие
„Новогодишно пътешествие“ (на руски: Новогоднее путешествие) е съветски късометражен анимационен филм от 1959 година на режисьора Пьотр Носов, създаден от киностудиото Союзмултфилм.

## Сюжет
Внимание:  Текстът по-долу разкрива сюжета на произведението (или части от него)!
Малкият московчанин Коля мечтае да подари новогодишна елха на баща си, който работи в Антарктида на съветската полярна станция „Мирний“. Той среща Дядо Мраз, който в стремежа си да удовлетвори желанието на момчето, му предоставя за пътешествието своя вълшебен звезден самолет. Коля трябва да се добере до станцията преди новогодишната камбана да е ударила дванадесет пъти. Последният удар разваля магията и Коля, почти достигнал целта си и заобиколен от пингвини, не успява да осъществи мечтата си. Разваля се не само магията, но и сънят на Коля. Събуждайки се у дома той разбира, че всичко е било само сън, а от получената от баща му телеграма узнава, че специален самолет изпратен от Москва е откарал на полярниците огромна елха.

## Интересни факти
Авторите на филма допускат сериозна грешка при реализацията му. Когато Коля се озовава в Антарктида, небето над нея е тъмно. В действителност по време на новогодишната нощ там слънцето не залязва.